# 伯耆国
伯耆国（ほうきのくに）は、かつて日本の地方行政区分だった令制国の一つ。山陰道に属する。

## 概要
同じ鳥取県に含まれる因幡国よりも島根県に含まれる出雲国と、古代遺跡の類似性、方言などの文化的共通点が多いため、雲伯という地域区分がある。
また、中国地方最高峰の大山を境にして、東伯（県中部）と西伯（県西部）に分かれ、方言や文化などに違いが見られる。

## 「伯耆」の名称と表記
藤原宮跡から出土した戊戌年（文武天皇2年・698年）6月の年月が記された木簡に、「波伯吉国」とある。7世紀代の古い表記を多く残す『古事記』では、これと別の伯伎国という表記が見える。平安時代編纂だがやはり古い表記を残す『先代旧事本紀』には、波伯国造が見える。
伯耆国風土記によると手摩乳、足摩乳の娘の稲田姫を八岐大蛇が喰らおうとしたため、山へ逃げ込んだ。その時母が遅れてきたので姫が「母来ませ母来ませ」と言ったことから母来（ははき）の国と名付けられ、後に伯耆国となったという。

## 領域
明治維新の直前の領域は現在の鳥取県米子市、倉吉市、境港市、東伯郡、西伯郡、日野郡にあたる。

## 沿革
古墳時代以前には古代出雲に特徴的な四隅突出型墳丘墓が築かれており、『出雲国風土記』にも当地に聳え立つ霊峰伯耆大山の逸話も出てくることから出雲の文化圏と考えられている。弥生時代より東部出雲と同様、鉄器の製造が盛んであり、これらの地方の鉄が大和政権の原動力になったとの見方がある。登場する最古の文献は、『古事記』であり伊邪那美神の埋葬地「出雲と伯耆の堺の比婆の山」であり、現在の島根県安来市と鳥取県米子市の県境近くに比定される。古墳時代以降、律令の世になると伯耆国造がいた領域に、7世紀に伯耆国を設置した。前述したとおり、鉄器製造が盛んである地域にふさわしく、日本最古の刀匠の一人大原安綱を輩出した。

### 近世以降の沿革
- 「旧高旧領取調帳」の記載によると、明治初年時点では国内の全域が因幡鳥取藩領であった（778村・245,034石余・一部は大山寺領など寺社領）。
  - 河村郡（108村・28,645石余）、久米郡（120村・46,044石余）、八橋郡（108村・35,482石余）、汗入郡（75村・27,900石余）、会見郡（185村・70,839石余）、日野郡（182村・36,121石余）
- 明治4年7月14日（1871年8月29日） - 廃藩置県により鳥取県の管轄となる。
- 明治9年（1876年）8月21日 - 第2次府県統合により島根県の管轄となる。
- 明治14年（1881年）9月12日 - 鳥取県の管轄となる。

## 国内の施設

### 国府
国府は久米郡にあった。遺跡は現在の倉吉市国府（こう）で見つかっている。倉吉平野のほぼ中央で、標高40メートルほどの丘陵上に位置する。発掘調査は1973年（昭和48年）秋に国庁裏で柱穴が見つかったのが契機で、1978年（昭和53年）まで実施された。国衙跡は幅2メートル、深さ1メートルほどの溝によって東西273メートル、南北149メートルの長方形に区画され、その東辺に東西51メートル、南北149メートルの張り出し部が設定されていた。区画のほぼ中央部に儀礼を行う国衙政庁（国庁）が設けられ、周辺に曹司（そうし）建物郡が配置されていた。発掘された遺構は、掘立柱建物・礎石・門・塀・道路・築地条遺溝・溝・土壙など多数で、8世紀中頃から10世紀の間に四時期の変遷が確認されている。
一期は8世紀中頃から末期まで。東西84メートル、南北95メートルに掘立柱塀によって区画され、南門・前殿・正殿・後殿と並び、正殿の東西に細長い脇殿とその南側に楼閣風建物を配置している。建物は全て掘立柱建物で、正殿を中心にコの字形に配置している。
二期は9世紀初頭頃。南門・前殿・正殿・後殿を同じ位置で建て替え、東西両脇殿の北側に楼閣風総柱建物を新たに設けている。
三期は9世紀中頃。国庁の外周に幅2メートル、深さ1メートルほどの溝を掘り、内側に築地塀を巡らし、東西84メートル、南北108メートルに区画している。そして、南門以外の建物を礎石建物にかえ、前殿を取り払い、正殿までを石敷にし広くしている。

### 国分寺
伯耆国分寺跡
国衙跡の東へ約300メートルほど離れたところにあり、尼寺跡は、僧寺と尼寺は離れて建立するように定められているが、北へ約50メートルと近接している。

### 神社
延喜式内社
『延喜式神名帳』には、以下に示す小社6座6社が記載されている。大社はない。伯耆国の式内社一覧を参照。
- 河村郡 倭文神社 （東伯郡湯梨浜町宮内）
- 河村郡 波波伎神社 （倉吉市福庭）
- 久米郡 倭文神社 （倉吉市志津）
- 久米郡 国坂神社 （東伯郡北栄町国坂）
- 会見郡 胸形神社 （米子市宗像）
- 会見郡 大神山神社 （米子市尾高）

総社・一宮以下
- 総社 国庁裏神社 - 倉吉市国府。
- 一宮 倭文神社 （河村郡）
- 二宮 大神山神社または波波伎神社
- 三宮 倭文神社 （久米郡）

## 地域

### 郡
- 河村郡：東伯東端に位置し、因幡・美作と境を接する。
- 久米郡：東伯中央部で伯耆国の国府・国分寺・国分尼寺がおかれていた。美作と境を接する。
- 八橋郡：東伯西端に位置。
- 汗入郡：西伯北東部。
- 会見郡：西伯北西部で、出雲と境を接する。
- 日野郡：西伯西南部で、備中・備後・美作と境を接する。

### 荘園
- 東郷荘
- 矢送荘
- 宇多河荘：汗入郡（現在の米子市淀江町東部）を中心とする。
- 中間荘：会見郡（現在の米子市東部）
- 蚊屋荘：会見郡（現在の米子市東部）
- 稲積荘
- 久永御厨

### 江戸時代の藩
鳥取藩以外の藩はいずれも廃藩後、所領が池田家の属領として鳥取藩に併合された。
- 鳥取藩：池田家（32万石→32.5万石）
- 米子藩：中村家（17.5万石）→加藤家（6万石）→伊予国大洲藩に転封・廃藩
- 倉吉藩：里見家（3万石）→廃藩
- 黒坂藩：関家（5万石）→廃藩
- 矢橋藩：市橋家（2.13万石）→越後国三条藩に転封・廃藩

## 人物

### 国司

#### 伯耆守
- 山上憶良
- 大原宿奈麻呂：宝亀7年（776年）任官
- 良岑秀崇：寛平8年（896年）任官
- 当麻有業：延喜22年（922年）任官
- 船実平：天暦元年（947年）任官
- 藤原公明：安和元年（968年）任官
- 源頼光：
- 藤原隆佐：寛仁元年（1017年）任官
- 藤原資頼：治安2年（1022年）任官
- 藤原範永：万寿2年（1025年）任官
- 平忠盛：1115年頃
- 平親範：久安4年（1148年）任官（～保元元年（1156年））
- 平基親：平治元年（1159年）任官（～仁安元年（1166年））
- 平時家：安元2年（1176年）
- 平親宗：仁安2年（1167年）任官
- 平忠度：治承3年（1179年）任官
- 源光長：寿永2年（1183年）任官
- 名和長年：元弘3年（1333年）任官
- 名和顕興：名和長年の孫

#### 伯耆介
- （権介）坂上明兼：久安2年（1146年）任官

### 守護

#### 鎌倉幕府
- 1205年～? - 金持広親
- ?～1272年 - 北条時輔
- 1272年～1275年? - 蘆名経光
- 1275年頃～1285年 - 三浦頼連
- ?～1333年 - 北条時益

#### 室町幕府
- 1336年～1337年 - 石橋和義
- 1337年～1351年 - 山名時氏
- 1363年～1371年 - 山名時氏
- 1371年～1389年 - 山名時義
- 1389年～1390年 - 山名氏之
- 1390年～1391年 - 山名満幸
- 1392年～1424年 - 山名氏之
- 1427年～? - 山名教之
- 1453年?～1471年 - 山名豊之
- 1473年～1476年? - 山名之弘
- 1476年?～? - 山名元之
- ?～1491年 - 山名政之
- 1494年～? - 山名尚之
- 1521年～1524年 - 山名澄之
- 1524年～? - 山名豊興
- 1552年～1561年 - 尼子晴久

### 国人
河村郡
- 南条氏 - 羽衣石城を本拠とする。
- 越振氏 - 本拠地は羽合田（現在の湯梨浜町羽合）付近か。

久米郡
- 小鴨氏 - 岩倉城を本拠とする。
- 山田氏 - 北條郷。堤城を本拠とする。
- 長氏 - 本拠地は矢送荘（現在の倉吉市）付近か。

八橋郡
- 野津氏 - 本拠地は現在の琴浦町箆津付近か。

汗入郡
- 福頼氏 - 本拠地は宇多河荘（現在の米子市淀江町福頼）付近か。
- 村上氏
- 淀江氏

会見郡
- 進氏 - 土着した中央官人紀氏の一族。
- 行松氏 - 尾高城を本拠とする。

日野郡
- 鉢塚氏 - 江尾城を本拠とする。
- 日野氏

### 戦国大名
- 尼子氏
- 毛利氏

### 織豊大名
- 南条元続 - 中国国分により八橋を除く東三郡を領知。後、八橋も奪取。
- 毛利輝元 - 中国国分により西三郡と八橋を領知。吉川氏が管轄した。

### 武家官位としての伯耆守
- 江戸時代以前
  - 秋山虎繁（秋山信友）： 戦国時代の武将、武田二十四将の一人
  - 石川数正： 戦国時代から安土桃山時代にかけての武将・大名。徳川家康、豊臣秀吉に仕える
  - 塩谷孝綱： 下野国塩谷郡の戦国武将
  - 塩谷義孝： 孝綱の子
  - 立花道雪： 戦国時代から安土桃山時代にかけての武将
  - 土岐頼貞： 鎌倉時代から南北朝時代の武将、守護大名（美濃守護）
  - 南条貞宗： は南北朝時代の武将、伯耆国の国人・南条氏の始祖
  - 南条元続： 安土桃山時代の伯耆国の武将
- 江戸時代青山家宗家
  - 青山忠俊： 宗家10代。常陸江戸崎藩第2代藩主、武蔵岩槻藩藩主、上総大多喜藩主
  - 青山忠朝： 宗家15代。丹波亀山藩第3代藩主、丹波篠山藩初代藩主
  - 青山忠講： 宗家17代。篠山藩の第3代藩主
- 江戸時代正重系本多家
  - 本多正永： 正重系本多家初代。下総舟戸藩、上野沼田藩初代藩主
  - 本多正珍： 正重系本多家4代。駿河田中藩第2代藩主・老中
  - 本多正温： 正重系本多家6代。田中藩第4代藩主
  - 本多正訥： 正重系本多家9代。田中藩第7代藩主、安房長尾藩初代藩主。
- 江戸時代丹後宮津藩本庄松平家
  - 松平資俊： 本庄松平家2代。常陸笠間藩第2代藩主、遠江浜松藩初代藩主
  - 松平資承： 本庄松平家6代。丹後宮津藩第3代藩主
  - 松平宗允： 本庄松平家7代。宮津藩第4代藩主
  - 松平宗発： 本庄松平家8代。宮津藩第5代藩主
  - 松平宗秀： 本庄松平家9代。宮津藩第6代藩主・老中
  - 松平宗武： 本庄松平家10代。宮津藩第7代藩主
- 江戸時代その他
  - 井伊直朝： 遠江掛川藩第3代藩主
  - 池田綱清： 因幡鳥取藩第2代藩主
  - 杉原長房： 但馬豊岡藩初代藩主
  - 杉原重長： 豊岡藩第2代藩主
  - 立花貞則： 筑後柳河藩第6代藩主
  - 立花鑑寿： 柳河藩第8代藩主
  - 中村一忠： 伯耆米子藩主
  - 福島正之： 福島正則の養嗣子
  - 米津政崇： 武蔵久喜藩第4代藩主

## 伯耆国の合戦
- 天慶10年（947年）： 藤原是助の乱
- 治承3年（1179年）：  ツホカミ山の戦い、小鴨基保・野津蔵人仲吉 x 東郷家平
- 元弘3年=正慶2年（1333年）：  船上山の戦い、後醍醐天皇方（名和長年） x 鎌倉幕府方(佐々木清高)
- 天文15年（1546年）：  橋津川の戦い、武田国信・伯耆国人衆（7,000騎） x 尼子軍（尼子国久・尼子豊久等5,700騎）
- 天正13年（1585年）：  河原山城の戦い、毛利方（末次元康・福頼元秀ら） x 南条方（行松氏）

## 国おこし
2012年3月より、地元NPO・行政が連携して「謎の伯耆。（謎のほうきサイト）」（伯耆の国ブランディングサイト）を開設し、再び伯耆の国として売り出して当該地域の認知を促進するキャンペーンを行っている。